# Naaldzaadbloem
Naaldzaadbloem (Soliva pterosperma) is een plant uit de familie Asteraceae. 

## Kenmerken
Naaldzaadbloem is een onkruidplant die bekend staat om zijn kleine zaadjes met scherpe naalden. Het verschijnt met kleine gevederde bladeren die doen denken aan peterselie, met een blootgestelde naar boven wijzende rozet van zaden in een peul genesteld op de takverbindingen. Uiteindelijk verschijnen er kleine heldere bloemen als de plant zich mag ontwikkelen.

## Voorkomen
Oorspronkelijk afkomstig uit Zuid-Amerika, is de plant nu goed ingeburgerd op veel plaatsen over de hele wereld, waaronder Australië, Nieuw-Zeeland, Zuidwest-Frankrijk, Hawaï, Californië en verschillende andere staten in de Verenigde Staten. Het komt voornamelijk voor in parken en ovalen, maar het is ook een invasieve soort geworden in gazons in het zuidoosten van de Verenigde Staten, Australië en Nieuw-Zeeland. Sinds 2000 komt de soort in Nederland voor en heeft de status zeldzaam.